# Bessières
Bessières (okzitanisch: Becièras) ist eine französische Gemeinde mit 4238 Einwohnern (Stand: 1. Januar 2022) im Département Haute-Garonne in der Region Okzitanien (zuvor Midi-Pyrénées). Bessières gehört zum Arrondissement Toulouse und zum Kanton Villemur-sur-Tarn. Die Einwohner werden Bessièrain(e)s genannt.

## Geographie

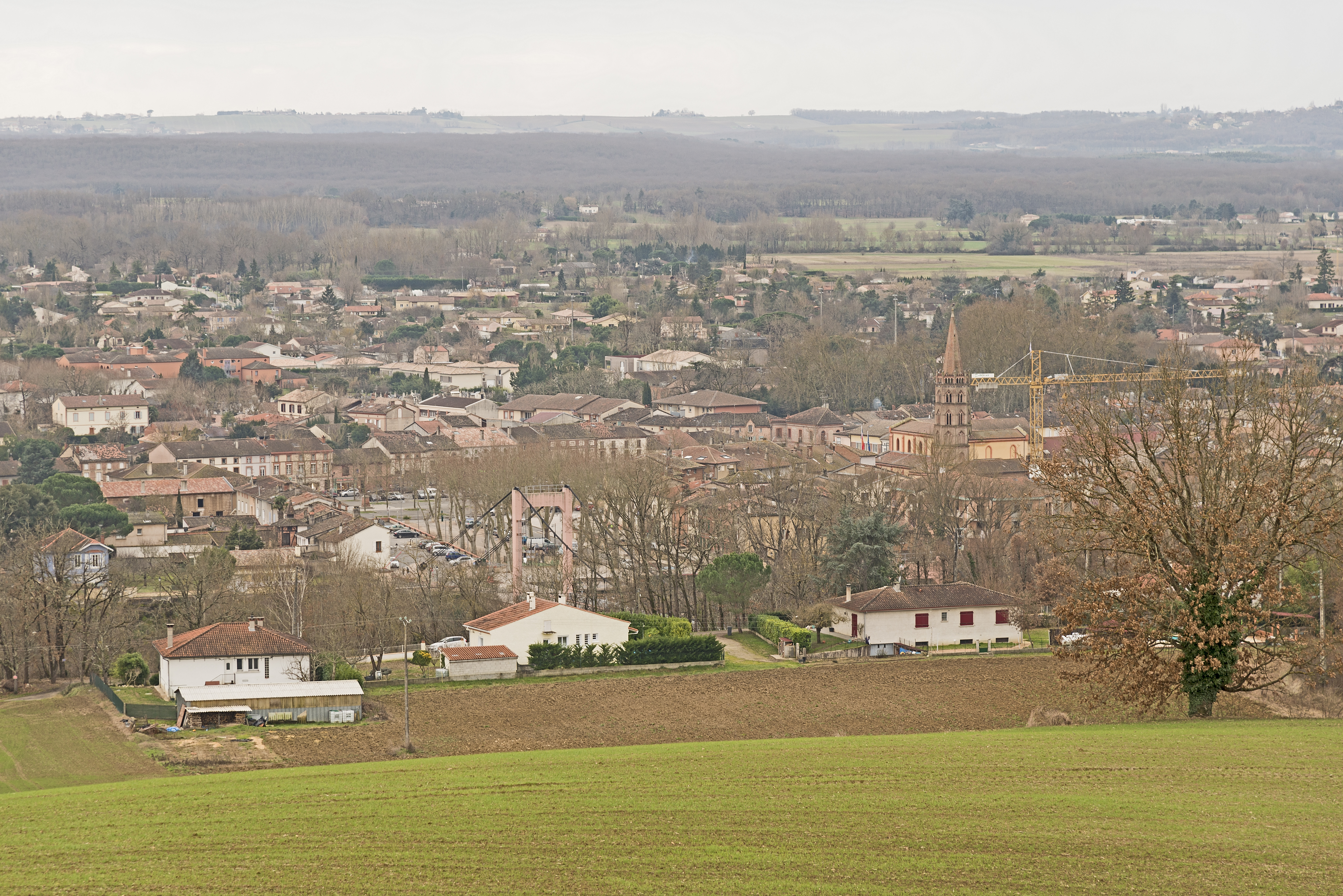
Blick auf Bessières

Bessières liegt etwa 32 Kilometer nordöstlich von Toulouse am Fluss Tarn. Umgeben wird Bessières von den Nachbargemeinden Mirepoix-sur-Tarn im Norden, Roquemaure (Département Tarn) im Osten und Nordosten, Buzet-sur-Tarn im Süden, Montjoire im Westen sowie La Magdelaine-sur-Tarn im Nordwesten.

## Bevölkerungsentwicklung
| 1962                      | 1968 | 1975 | 1982 | 1990 | 1999 | 2006 | 2011 | 2018 |
| ------------------------- | ---- | ---- | ---- | ---- | ---- | ---- | ---- | ---- |
| 1220                      | 1456 | 1595 | 1841 | 2009 | 2222 | 3018 | 3322 | 4100 |
| Quelle: Cassini und INSEE |      |      |      |      |      |      |      |      |

## Sehenswürdigkeiten
- Kirche Saint-Jean-Baptiste
- Markthalle
- Brücke von Bessières, Hängebrücke aus dem Jahre 1955, an der Stelle der früheren Brücke aus dem Jahre 1855 errichtet

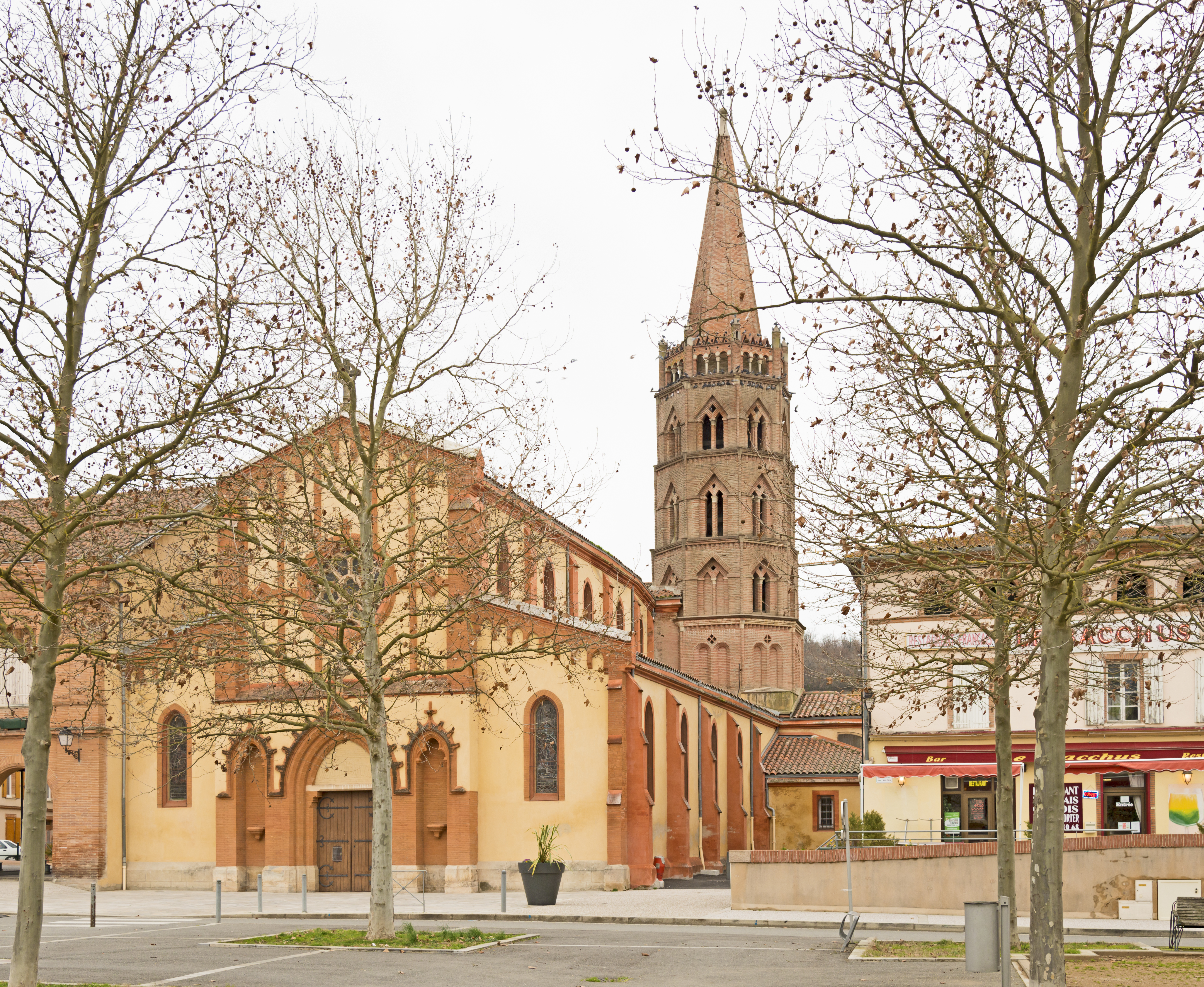
Kirche Saint-Jean-Baptiste

## Persönlichkeiten
- Jean-Ernest Ducos de La Hitte (1789–1878), General und Politiker (Außenminister von 1849 bis 1851)
- Maurice Bourgès-Maunoury (1914–1993), Politiker, Bürgermeister von Bessières von 1964 bis 1971